# Allantoma lineata
Allantoma lineata là một loài thực vật có hoa trong họ Lecythidaceae. Loài này được (Mart. ex O.Berg) Miers mô tả khoa học đầu tiên năm 1874.